# St. Marys (West Virginia)
St. Marys is een plaats (city) en de county seat van Pleasants County in de Amerikaanse staat West Virginia. De plaats ligt aan de Ohio River. Het vormt een onderdeel van de Parkersburg–Vienna metropolitan area, het verstedelijkt gebied rond de steden Parkersburg en Vienna. Middle Island, een van de riviereilanden op de Ohio River dicht bij de plaats, vormt een onderdeel van het Ohio River Islands National Wildlife Refuge, een National Wildlife Refuge (NWR) op niet-aaneengesloten locaties bestaande uit eilanden langs 583 km van de Ohio River, voornamelijk in de Amerikaanse staat West Virginia.
Treinsporen lopen door het midden van 2nd Street in St. Marys, en goederentreinen die door het midden van het centrum van St. Marys rijden, zijn een normaal gezicht. Het is een van de weinige overgebleven steden in de Verenigde Staten waar goederentreinen de straten van de stad delen met autoverkeer.

## Geschiedenis
De stad werd gesticht in 1849 door Alexander Creel, van wie wordt gezegd dat hij een visioen van Maria had toen hij de stadslocatie per boot op de Ohio River passeerde.

## Demografie
Bij de volkstelling in 2020 werd het aantal inwoners vastgesteld op 1.847.

## Geografie
Volgens het United States Census Bureau beslaat de plaats een oppervlakte van
2,64 km², allemaal land zonder water.